# 정광식
정광식(鄭光植, 1965년 8월 7일 ~ )은 대한민국의 제8대 전라남도 보성군의원이다.

## 학력
- 광주인성고등학교 졸업
- 전남대학교 졸업

### 비학위 수료
- 전남대학교 정책대학원 일반행정 석사과정 2학년 휴학

## 경력
- 조성초등학교 운영위원장
- 조성중학교 제27회 동창회장
- 조성초등학교 총동문회 부회장
- 제18대 대통령 선거 문재인 후보 조직특보
- 제19대 대통령 선거 문재인 후보 정무특보
- 더불어민주당 전남도당 보성군 지역위원회 농어촌특별위원회 위원장
- 더불어민주당 중앙당 정책위원회 부의장
- 2018.07 ~ 2020.03 제8대 전라남도 보성군의회 의원
- 2018.07 ~ 2020.03 제8대 전라남도 보성군의회 전반기 산업건설위원회 위원장

## 수상
- 2019.07 대한민국 지방자치군정 의정대상 수상

## 공직선거법 위반
정광식 보성군의원은 2015년부터 2017년까지 3년간 본인이 운영하던 사업과 관련해 학교급식 납품 입찰을 방해한 혐의로 재판에 넘겨졌다. 1심, 2심, 대법까지 모두 징역 8월에 집행유예 2년을 선고하면서 피선거권을 박탈당했다. 이곳 역시 더불어민주당이 당헌을 지키는 선택을 한다면 무공천이 확실하다.

## 역대 선거 결과
| 실시년도 | 선거      | 대수 | 직책   | 선거구                  | 정당         | 득표수   | 득표율          | 순위 | 당락 | 비고           |
| -------- | --------- | ---- | ------ | ----------------------- | ------------ | -------- | --------------- | ---- | ---- | -------------- |
| 2018년   | 지방 선거 | 8대  | 군의원 | 전남 보성군 (다 선거구) | 더불어민주당 | 1,602 표 | \| \| 25.82% \| | 2위  |      | 초선, 민선 7기 |
|          | 25.82%    |      |        |                         |              |          |                 |      |      |                |